# Sibilla av Luxemburg
Sibilla av Luxemburg, född Sibilla Sandra Weiller (y Torlonia) 12 juni 1968 i Neuilly-sur-Seine i Frankrike, är en luxemburgsk prinsessa. Hennes mor, Olympia Torlonia, är dotter till furst Alessandro Torlonia och infantan Beatrice (Beatriz) av Spanien. Sibilla är följaktligen barnbarnsbarn till Alfons XIII av Spanien. 
Hon är sedan 1994 gift med Guillaume, prins av Luxemburg, och paret har fyra barn.